# Das Goebbels-Experiment (Film)
Der Film Das Goebbels-Experiment ist ein Dokumentarfilm von Lutz Hachmeister (Regie) und Michael Kloft aus dem Jahr 2005. Der Film besteht aus Zitaten der umfangreichen Tagebücher und lässt den Zuschauer die Karriere miterleben, die Joseph Goebbels von seinen Anfängen als bezahlter Agitator für die NSDAP in den 1920er-Jahren über seine Tätigkeit als Gauleiter und Reichstagsabgeordneter sowie Parteipolitiker bis zum späteren Reichsminister für Volksaufklärung und Propaganda genommen hat.
Die Dokumentation verwendet zeitgenössische Wochenschauberichte sowie private Film- und Fotoaufnahmen und kommt ohne Kommentatoren und Zeitzeugen aus. Udo Samel liest die Goebbels-Zitate. Kenneth Branagh ist in der englischsprachigen Fassung als Erzähler zu hören.
Der Titel des Films wurde dem gleichnamigen Buch von Derrick Sington und Arthur George Weidenfeld (später geadelt) entnommen, das im Jahr 1942 in Großbritannien erschienen ist.
Mit den Hintergründen der von Goebbels aufgebauten Propagandamaschinerie und deren verhängnisvollen Auswirkungen befasst sich auch die dreiteilige Dokumentation Joseph Goebbels von Andrea Morgenthaler aus dem Jahr 2004.

## Filminhalt
Der Film beginnt mit Goebbels Erinnerungen an seine unglückliche Kindheit und Jugend in Rheydt, schildert erfolglose berufliche Ambitionen bis zu seinen Anfängen als bezahlter politischer Redner für die NSDAP während der Weimarer Republik. Er findet in der Partei und ihrem „Führer“ Adolf Hitler seine weltanschauliche Heimat. Er beschreibt die gewaltsamen Straßenkämpfe mit Anhängern der Kommunistischen Partei Deutschlands, Wahlerfolge in den späten 1920er- und frühen 1930er-Jahren bis zur Ernennung Adolf Hitlers zum Reichskanzler am 30. Januar 1933.
Zunächst unzufrieden mit der Rolle als Propagandachef, erkennt Goebbels schnell, welche Macht mit dem Aufbau des Reichsministerium für Volksaufklärung und Propaganda und der Beherrschung von Presse, Film, Rundfunk, Literatur und Theater verbunden ist. Er versteht es, die nationalsozialistische Revolution in sämtlichen deutschen Medien zu vollziehen, vor allem durch eine konsequent antisemitische Personalpolitik. Er behauptet sich auch parteiintern vor allem gegen die Konkurrenz und Intrigen von Hermann Göring und Heinrich Himmler. Seit seiner Heirat und Familiengründung mit Magda Quandt am 19. Dezember 1931 wird er nicht mehr als 175-er beargwöhnt.
Der Verlauf des Zweiten Weltkriegs nimmt nach dem Angriff auf die Sowjetunion im Juni 1941 und der Niederlage bei Stalingrad eine entscheidende Wendung. Die Wehrmacht kann Goebbels mit seinen Durchhalteparolen schon vor der Landung der Alliierten in der Normandie nicht mehr überzeugen. Die Manipulation der Öffentlichkeit erreicht mit der Rede im Berliner Sportpalast am 18. Februar 1943 jedoch einen Höhepunkt. Goebbels scheint auch selbst dem Rausch vom totalen Krieg und der vermeintlichen Zerstörungskraft der Vergeltungswaffen zu erliegen, was sein Selbstmord am 1. Mai 1945 dann jäh konterkariert. So wird „der Täter sein eigenes und erstes Opfer.“
Als politische Ereignisse werden unter anderem
- der Tod von Horst Wessel,
- die so genannte Machtergreifung Hitlers 1933,
- der Boykott jüdischer Geschäfte am 1. April 1933,
- der Hitler-Stalin-Pakt,
- und der Überfall auf die Sowjetunion erwähnt.

Auf andere Ereignisse geht der Film mit seinen 2- bis 3-minütigen Tagesabschnitten nicht ein, etwa auf die in den Tagebüchern erwähnte Endlösung der Judenfrage. Der Film beschäftigt sich überwiegend mit Passagen, die nach Ansicht der Autoren mehr über Goebbels’ Persönlichkeit aussagen, so trivial die Anlässe auf den ersten Blick auch erscheinen mögen. Dies sind etwa Ereiferungen über Görings Prunk- und Morphiumsucht, Aufenthalte im Waldhof am Bogensee, Fahrten auf dem Berliner Wannsee, Besuche auf der Biennale von Venedig oder Streitigkeiten mit Ehefrau Magda. Am ehesten entsprechen die Anlässe dem in Geschichtsbüchern zumeist beleuchteten politischen Akteur Goebbels, wenn seine Tätigkeit als Propagandaminister, seine persönliche Beziehung zu Hitler oder sein eigener radikaler Antisemitismus thematisiert werden.

## Produktion
Der Kino-Dokumentarfilm wurde von der BBC koproduziert und auf der Berlinale 2005 vorgestellt. Anschließend wurde er auf zahlreichen internationalen Festivals, wie dem 29th World Film Festival Montreal, dem 7th Jewish Film Festival in Jerusalem und dem 29th Sao Paulo International Film Festival 2005 gezeigt. Parallel zum Film erschien das Buch von Lutz Hachmeister und Michael Kloft.

## Kino und Fernsehen
Kinostart war der 14. April 2005. Die deutsche Fernsehpremiere erfolgte am 3. Juli 2007 im ZDF, jedoch waren zuvor schon Schwarzkopien einer etwa 20–30 Minuten längeren Fassung über das Internet erhältlich. In den gekürzten Szenen geht es etwa um den Tod von Horst Wessel, Goebbels’ Besuche im faschistischen Italien während des Krieges oder um mehr Details beim Dreh des UFA-Durchhaltefilms Kolberg in Agfacolor-Farbe.
Im Februar 2009 ist der Film in seiner deutschen Kinofassung auf DVD erschienen (Spiegel TV/polyband), in England, den USA und Kanada war allerdings bereits seit dem 26. Mai 2006 die englische Fassung erhältlich, die von dem Independentverleih First Run Features herausgebracht wurde, der den Film auch im Jahr 2005 in die nordamerikanischen Kinos gebracht hatte.

## Making of
Der deutsche Dokumentarfilmer Alexander Kluge drehte darüber hinaus begleitend zum Kinostart ein etwa 45-minütiges Making of mit Interviews mit Kloft und Hachmeister, das auf VOX im dctp Nacht Club lief.

## Kritik
„Der Zuschauer sitzt gleichsam im Kopf von Joseph Goebbels, hört ausschließlich dessen Worte, träumt die Nazi-Welt mit dessen Augen. Der Stakkato-Stil der von Udo Samel vorgetragenen Tagebuch-Passagen schlägt durch die rasant verzahnte, geschmeidige Bildmontage, durch elegante Zooms und den von Trommelschlägen durchsetzten sphärischen Soundtrack in einen hypnotischen Bildersog um.“

„This remarkable film sets footage of Goebbels and the rise of the Nazis to the narration of excerpts from the diaries […] This is an important, well-crafted illustration of the power of political manipulation and the cultivation of hatred.“

„Von allen Spiel- und Dokumentarfilmen, die seit dem Untergang in unsere Kinos kamen, ist Das Goebbels Experiment der kühnste und der einfachste.“

„In their fascinating documentary “The Goebbels Experiment”, the director and writer Lutz Hachmeister and the writer Michael Kloft provide a rare and chilling glimpse into a brilliant but toxic mind. Rejecting commentary, Mr. Hachmeister and Mr. Kloft allow Goebbels to speak for himself, in the voice of Kenneth Branagh, via the extensive diaries that he kept from 1924 to 1945.“